# Maglia Rosa

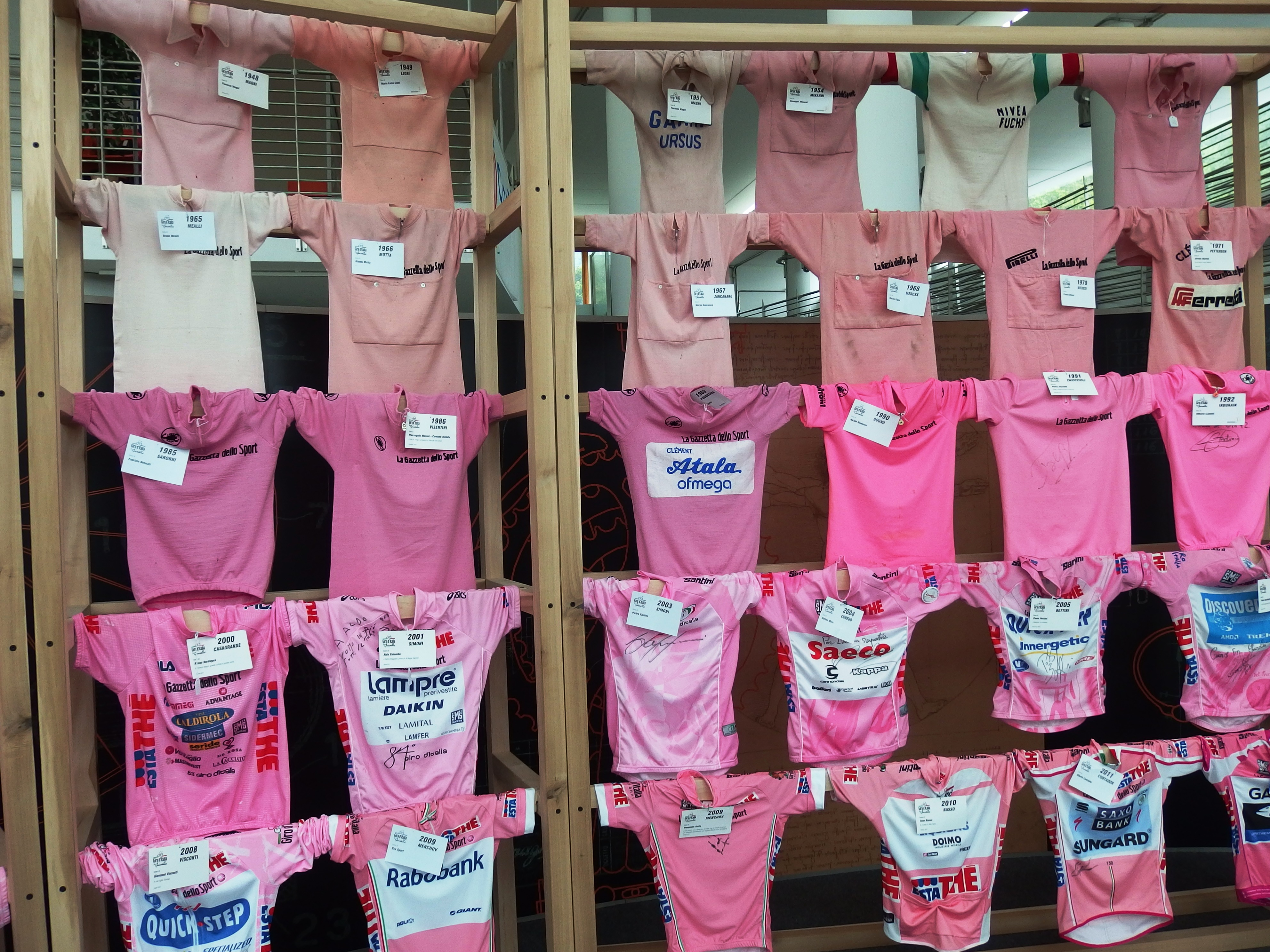
Sammlung von Maglie Rose im Museo del Ciclismo Madonna del Ghisallo

Die Maglia Rosa (italienisch „Rosa Trikot“) ist das Wertungstrikot des Gesamtführenden des Giro d’Italia.
1931 wurde die Maglia Rosa eingeführt. Der erste Träger war Learco Guerra, der die Eröffnungsetappe des 19. Giro d’Italia von Mailand nach Mantua gewann.
Die Trikotfarbe wurde aus Werbegründen gewählt. Sie entspricht der Farbe des Papiers, auf dem die Sporttageszeitung Gazzetta dello Sport, Erstveranstalter der Rundfahrt, seit dem 2. Januar 1898 gedruckt wird.
Die längste Zeit in der Maglia Rosa verbrachte bis jetzt Eddy Merckx mit insgesamt 77 Tagen.